# Вителерија
Вителерија је насеље у Италији у округу Катанија, региону Сицилија.
Према процени из 2011. у насељу је живело 107 становника. Насеље се налази на надморској висини од 525 м.